# Anna Petersen

Chica bretona arreglando flores en el invernadero, Petersen,1884

Anna Sophie Lorenze Petersen (Copenhague, 20 de febrero de 1845-ibídem, 6 de octubre de 1910) fue una pintora danesa. Ignorada en el siglo XIX; durante el siglo XX, su obra fue adquirida por la Colección Hirschsprung y la Galería Nacional de Dinamarca.

## Trayectoria
Petersen estudió pintura en Copenhague y luego en París con Jean-Jacques Henner. Comenzó con figuras, retratos y más tarde paisajes. Su estilo puede enmarcarse en el realismo, y debutó en la Exposición de Primavera de Charlottenborg.